# Gustavo Rubio
Gustavo Rubio Mori (Rosario Lo Solís, Colchagua, 1972) es un empresario chileno.

## Biografía
Nació en 1972 en la comuna de Rosario Lo Solís (actual Litueche), en la antigua provincia de Colchagua. A los 22 años se inició como emprendedor agrícola.
En 2013 inició su carrera política al presentarse como candidato a consejero regional por la provincia Cardenal Caro, representando al partido de derecha Unión Demócrata Independiente. Fue elegido para el cargo y asumió ese puesto el 11 de marzo de 2014.
En 2016 había anunciado su renuncia para ser candidato a diputado por el distrito 16 (Colchagua, Cardenal Caro y Cachapoal sur), aunque no la concretó. En 2017 buscó su reelección en el cargo de consejero, sin lograrlo.

## Historial electoral

### Elecciones de consejeros regionales de 2013
- Elecciones de consejeros regionales de 2013 para consejero por la provincia Cardenal Caro (Pichilemu, Marchigüe, Litueche, La Estrella, Paredones y Navidad)